# Onitis trochantericus
Onitis trochantericus är en skalbaggsart som beskrevs av Ferreira 1976. Onitis trochantericus ingår i släktet Onitis och familjen bladhorningar. Inga underarter finns listade i Catalogue of Life.